# INFORSE
 (février 2018).
Si vous disposez d'ouvrages ou d'articles de référence ou si vous connaissez des sites web de qualité traitant du thème abordé ici, merci de compléter l'article en donnant les références utiles à sa vérifiabilité et en les liant à la section « Notes et références ».
INFORSE est un réseau international d'ONG environnementales. Son but est de promouvoir les énergies renouvelables afin de protéger l'environnement et de diminuer la pauvreté.

## Histoire
INFORSE fut fondé en 1992 lors du Forum Global de Rio de Janeiro qui s'est déroulé en parallèle de la Conférence des Nations unies sur l'environnement et le développement, plus connue sous le nom de Sommet de la Terre. INFORSE a un statut consultatif auprès du Conseil économique et social des Nations unies. INFORSE est divisé en bureaux régionaux (Afrique, Asie, Europe) dotés de leurs propres coordinateurs, respectivement : ENDA-energie en Afrique, ISEP  en Asie de l'Est, INSEDA en  Asie du Sud et INFORSE-Europe. Le secrétariat d'INFORSE est situé au Danemark. 

## Activités
L'INFORSE oriente principalement son action autour de la promotion de solutions impliquant les énergies renouvelables.
Ainsi, de nombreuses ressources sont à disposition des ONG, une base de données comptant plus de 900 contacts à travers le monde, du matériel éducatif ainsi qu'une présentation d'expériences réussies en matière d'énergie renouvelable. L'INFORSE a par ailleurs mis à disposition un cours à distance sur internet fournissant des bases techniques permettant la compréhension des enjeux entourant les énergies renouvelables (Distant Internet Education on Renewable Energy Technologies – DIERET).
Une lettre d'information trimestrielle proposant un suivi de la législation sur l'énergie est par ailleurs publiée à l'intention des particuliers et ONG, la « Sustainable Energy News ».
Le statut d'Observateur de l'INFORSE lui permet de participer à différentes conférences internationales à la Commission du développement durable des Nations unies et à la Convention-cadre des Nations unies sur les changements climatiques (CCNUCC).